# Chaetopelma arabicum
Chaetopelma arabicum är en spindelart som först beskrevs av Embrik Strand 1908.  Chaetopelma arabicum ingår i släktet Chaetopelma och familjen fågelspindlar. Inga underarter finns listade i Catalogue of Life.